# Єпархіальні училища
Єпархіальні училища — середні жіночі навчальні заклади в дореволюційній Росії; відкривались з 1843 року в єпархіях, головним чином, для дочок православного духовенства і знаходились у веденні Синоду. Навчальний курс (6 класів, з 1900 додатковий 7-й клас) наближувався до курсу жіночої гімназії.